# حمیرا اصغر
حمیرا اصغر علی چودری (زاده ۱۰ اکتبر ۱۹۸۳ – درگذشته حدود اکتبر ۲۰۲۴) هنرپیشه، مدل و فعال تئاتر پاکستانی بود که با نقش‌آفرینی در آثار نمایشی و فعالیت در عرصه مد و هنرهای تجسمی به شهرت رسید.

## اوایل زندگی و تحصیلات
حمیرا اصغر در ۱۰ اکتبر ۱۹۸۳ در لاهور، در خانواده‌ای که پدرش پزشک ارتش بود، زاده شد. او از سال ۲۰۱۸ تا زمان درگذشتش در آپارتمانی اجاره‌ای در منطقه دفاع کراچی سکونت داشت. حمیرا در رشته هنرهای تجسمی تحصیل کرد و در زمینه نقاشی و مجسمه‌سازی از کالج ملی هنرها و دانشکده هنر و طراحی دانشگاه پنجاب فارغ‌التحصیل شد. آثار هنری او عمدتاً بر نقش زنان در ساخت جوامع و ترویج توانمندسازی زنان متمرکز بود و از شعر و ادبیات اردو الهام می‌گرفت.

## حرفه
حمیرا فعالیت هنری خود را در دوران دانشجویی با گروه تئاتر رفیع پیر آغاز کرد و سپس به دنیای مد راه یافت. او در سال ۲۰۱۴ با کسب مقام سوم در مسابقه وییت سوپرمدل به شهرت بیشتری دست یافت و برای برندهای معتبر مدلینگ کرد. سپس به بازیگری در سریال‌ها و فیلم‌های پاکستانی روی آورد.
او در سریال‌هایی چون «بی‌نام»، «تازه ازدواج‌کرده»، «واکسن عشق»، «چل دل مره»، «صراط مستقیم (لالی)»، «احسان فراموش» و «گورو» نقش‌آفرینی کرد. در سینما نیز در فیلم اکشن-هیجانی «جلابی» (۲۰۱۵) به‌عنوان مدل حضور داشت و در فیلم «ایک تھا بادشاه» (۲۰۱۶) نقش اصلی را در کنار علی همزا و علی نور ایفا کرد. همچنین در برنامه واقعی‌محور «تماشا» شبکه آری دیجیتال، که مشابه برنامه بین‌المللی «برادر بزرگ» بود، شرکت کرد و شناخته‌تر شد.
در سال ۲۰۲۲، ویدیویی از زنی که با لباسی نقره‌ای در برابر تپه‌ای مشتعل به‌صورت بازیگوشانه راه می‌رفت، در تیک‌تاکوایرال شد. ابتدا تصور می‌شد این ویدیو متعلق به حمیرا است و رسانه‌های بین‌المللی، از جمله خبرگزاری فرانسه، به اشتباه آن را به نام او منتشر کردند. اما بعداً مشخص شد که این ویدیو توسط کاربری به نام «Dollyofficiall» منتشر شده بود که زیرنویس آن «هر کجا باشم، آتش برپا می‌شود» بود.
در سال ۲۰۲۳، حمیرا به دلیل مشارکت در رسانه و سرگرمی، جایزه ملی رهبری زنان را دریافت کرد.
آخرین فعالیت شناخته‌شده او عکاسی مد برای یک مجله در اواخر سپتامبر ۲۰۲۴ بود که با آخرین پست اینستاگرامش همزمان شد. طراح آن عکاسی اعلام کرد که آخرین تماسش با حمیرا در اکتبر ۲۰۲۴ بوده است.

## مرگ
در ۸ ژوئیه ۲۰۲۵، حمیرا در آپارتمانش در فاز ششم منطقه دفاع کراچی، در جریان تخلیه قضایی به دلیل عدم پرداخت اجاره‌بها، مرده یافت شد. بوی نامطبوع از آپارتمان، پلیس و مأمور اجرا را وادار به ورود اجباری کرد و پیکر او در حالت تجزیه‌شده کشف شد.
طبق گزارش پلیس، تمام درها و پنجره‌ها، از جمله بالکن، از داخل قفل بود و هیچ نشانه‌ای از ورود غیرمجاز یا درگیری دیده نشد. با این حال، برخی مقامات گزارش دادند که در بالکن باز بوده است.
کالبدشکافی در مرکز پزشکی تحصیلات تکمیلی جناح (JPMC) نشان داد که پیکر در «حالت پیشرفته تجزیه» بود و بخش‌هایی از آن مومیایی و اسکلتی شده بود. بر اساس شواهد پزشکی قانونی، سوابق تماس، عدم فعالیت در شبکه‌های اجتماعی، مواد غذایی فاسدشده و میزان تجزیه، کارشناسان نتیجه گرفتند که او احتمالاً در حدود اکتبر ۲۰۲۴، یعنی هشت تا ده ماه پیش از بررسی، درگذشته است. تحلیل سوابق تماس نشان داد که آخرین استفاده از تلفن او در ۷ اکتبر ۲۰۲۴ حدود ساعت ۵ عصر برای تماس با ۱۴ نفر بوده است، که بازرسان را به این نتیجه رساند که او احتمالاً در همان روز درگذشته است. گزارش شده بود که او از همان تاریخ مفقود شده بود.
گزارش کالبدشکافی بعدی نشان داد که به دلیل تجزیه پیشرفته، بافت‌های صورت و عضلات از بین رفته، انگشتان و ناخن‌ها به استخوان تبدیل شده و اندام‌های داخلی، از جمله مغز، مایع شده بودند. با وجود این، هیچ شکستگی استخوانی مشاهده نشد. حشرات قهوه‌ای‌رنگ روی موهای او دیده شد، اما هیچ کرمی روی پیکر یافت نشد.
حمیرا در ۱۱ ژوئیه ۲۰۲۵ در قبرستان بلوک کیو در مدل تاون لاهور به خاک سپرده شد. مراسم خاکسپاری او با حضور تعداد محدودی برگزار شد.

## فیلم‌شناسی

### تلویزیون
| سال  | عنوان                | نقش    | شبکه              | یادداشت‌ها            |
| ---- | -------------------- | ------ | ----------------- | -------------------- |
| ۲۰۲۱ | بنام                 | ماهام  | اِ‌ی‌آر‌وی دیجیتال    | [ ۳۳ ]               |
| ۲۰۲۱ | تازه ازدواج کرده     |        |                   | [ ۳۴ ]               |
| ۲۰۲۱ | واکسن عشق            |        | اِ‌ی‌آر‌وی دیجیتال    | تله فیلم             |
| ۲۰۲۲ | تماشا                | خودش   | اِ‌ی‌آر‌وی دیجیتال    | نمایش واقع‌نما        |
| ۲۰۲۲ | صراط المستقیم (لآلی) | سومبول | اِ‌ی‌آر‌وی دیجیتال    | گلچین، حضور اپیزودیک |
| ۲۰۲۲ | چال دیل مره          |        | تلویزیون هوم      | [ ۳۷ ]               |
| ۲۰۲۳ | گورو                 | مونا   | اکسپرس انترتینمنت | [ ۳۷ ]               |
| ۲۰۲۳ | احسان فراموش         | نازی   | اِ‌ی‌آر‌وی دیجیتال    | [ ۳۸ ] [ ۳۹ ]        |

### فیلم
| سال  | عنوان        | نقش | یادداشت‌ها |
| ---- | ------------ | --- | --------- |
| ۲۰۱۵ | جلایبی       | مدل | [ ۴۰ ]    |
| ۲۰۱۶ | آیک تا بادشا |     | کوتاه     |

## همچنین ببینید
- کودوکوشی
- جویس وینسنت
- مرگ هدویگا گولیک

## پیوندهای خارجی
- حمیرا اصغر در بانک اطلاعات اینترنتی فیلم‌ها (IMDb)